# Holin
Holin je organska spojina, ki spada med vodotopna esencialna hranila. V organizmu se nahaja v celičnih membranah, pomemben pa je tudi kot izhodna spojina za biosintezo živčnega prenašalca acetilholina. Dnevni vnos s hrano mora znašati 425–550 miligramov za odraslega človeka.

## Zgodovina
Holin je leta 1864 odkril Andreas Strecker. Leta 1866 so ga že kemično sintetizirali.

## Kemijske lastnosti
Holin je kvaterni nasičeni amin s kemijsko formulo (CH3)3N+CH2CH2OH. Gre za kationsko spojino, ki se nahaja v obliki soli, na primer klorida ali tartrata.

## Fiziologija
Holin in njegovi presnovki so pomembni iz treh fizioloških vidikov:
- strukturna intergriteta membran in prenos signalov med njimi;
- sinteza acetilholina;
- njegov presnovek trimetilglicin je poglavitni vir metilne skupine, vključen v sintezo S-adenozinmetionina.

Holin se v organizmu presnovi zlasti do trimetilamina, ki ima vonj po ribah. Velika količina zaužitega holina lahko zato povzroči neprijeten telesni vonj. Pri določeni genetski motnji, trimetilaminuriji, bolniki niso zmožni nadalje razgraditi trimetilamina in posledica je močan telesni vonj po ribah. Pri ublažitvi telesnega vonja pomaga dieta, ki vsebuje čim manj holina.